# Seliște, Orhei
Seliște este satul de reședință al comunei cu același nume  din raionul Orhei, Republica Moldova.

## Geografie
Satul este situat la 116 de metri deasupra nivelului mării, la o distanță de 6 km de centrul raional Orhei și 45 km de la capitala Chișinău.

## Populație
Conform recensământului populației din 2004, satul Seliște are 2157 de locuitori (1072 bărbați, 1085 femei).
Compoziția etnică a satului
| Naționalitate | Numărul de locuitori | Compoziție procentuală |
| ------------- | -------------------- | ---------------------- |
| moldoveni     | 1870                 | 86.69                  |
| români        | 255                  | 11.82                  |
| ucraineni     | 12                   | 0.56                   |
| ruși          | 10                   | 0.46                   |
| țigani        | 7                    | 0.32                   |
| bulgari       | 1                    | 0.05                   |
| alte etnii    | 2                    | 0.09                   |
| Total         | 2157                 | 100%                   |

## Arheologie
Pe teritoriul localității au fost descoperite:
- Așezare fortificată de la Seliște, care măsoară 130 x 60 m, pe un promontoriu înălțat, probabil din cultura Penkovka
- O așezare deschisă referitoare la perioada traco-getică